# Mikre
Mikre (Bulgaars: Микре) is een dorp in de Bulgaarse gemeente Oegartsjin, oblast Lovetsj. Het dorp ligt hemelsbreed 19 km ten zuidwesten van Lovetsj en 104 km ten noordoosten van Sofia.

## Bevolking
Op 31 december 2020 telde het dorp Mikre 119 inwoners. Het aantal inwoners vertoont al tientallen jaren een dalende trend: in 1934 woonden er nog 2.433 mensen in het dorp.  
| Bevolkingsontwikkeling tussen 1934 en 2020          |
| --------------------------------------------------- |
|                                                     |
| Bron: Nationaal Statistisch Instituut van Bulgarije |

Het dorp wordt nagenoeg uitsluitend bewoond door etnische Bulgaren. In de optionele volkstelling van 2011 identificeerden 179 van de 188 ondervraagden zichzelf als etnische Bulgaren - oftewel 95,2% van alle ondervraagden. De overige ondervraagden waren vooral etnische Turken.
| Etnische samenstelling van de respondenten (2011) | Etnische samenstelling van de respondenten (2011) | Etnische samenstelling van de respondenten (2011) | Etnische samenstelling van de respondenten (2011) | Etnische samenstelling van de respondenten (2011) |
| ------------------------------------------------- | ------------------------------------------------- | ------------------------------------------------- | ------------------------------------------------- | ------------------------------------------------- |
|                                                   |                                                   |                                                   |                                                   |                                                   |
| Bulgaren                                          | Bulgaren                                          |                                                   | 95,2%                                             | 95,2%                                             |
| Turken                                            | Turken                                            |                                                   | 3,7%                                              | 3,7%                                              |
| Roma                                              | Roma                                              |                                                   | 0,0%                                              | 0,0%                                              |
| Anders/Onbekend                                   | Anders/Onbekend                                   |                                                   | 1,1%                                              | 1,1%                                              |